# Kalanchoe bogneri
Kalanchoe bogneri är en fetbladsväxtart som beskrevs av W. Rauh. Kalanchoe bogneri ingår i släktet Kalanchoe och familjen fetbladsväxter. Inga underarter finns listade i Catalogue of Life.